# Alkinoos (Sohn des Nausithoos)

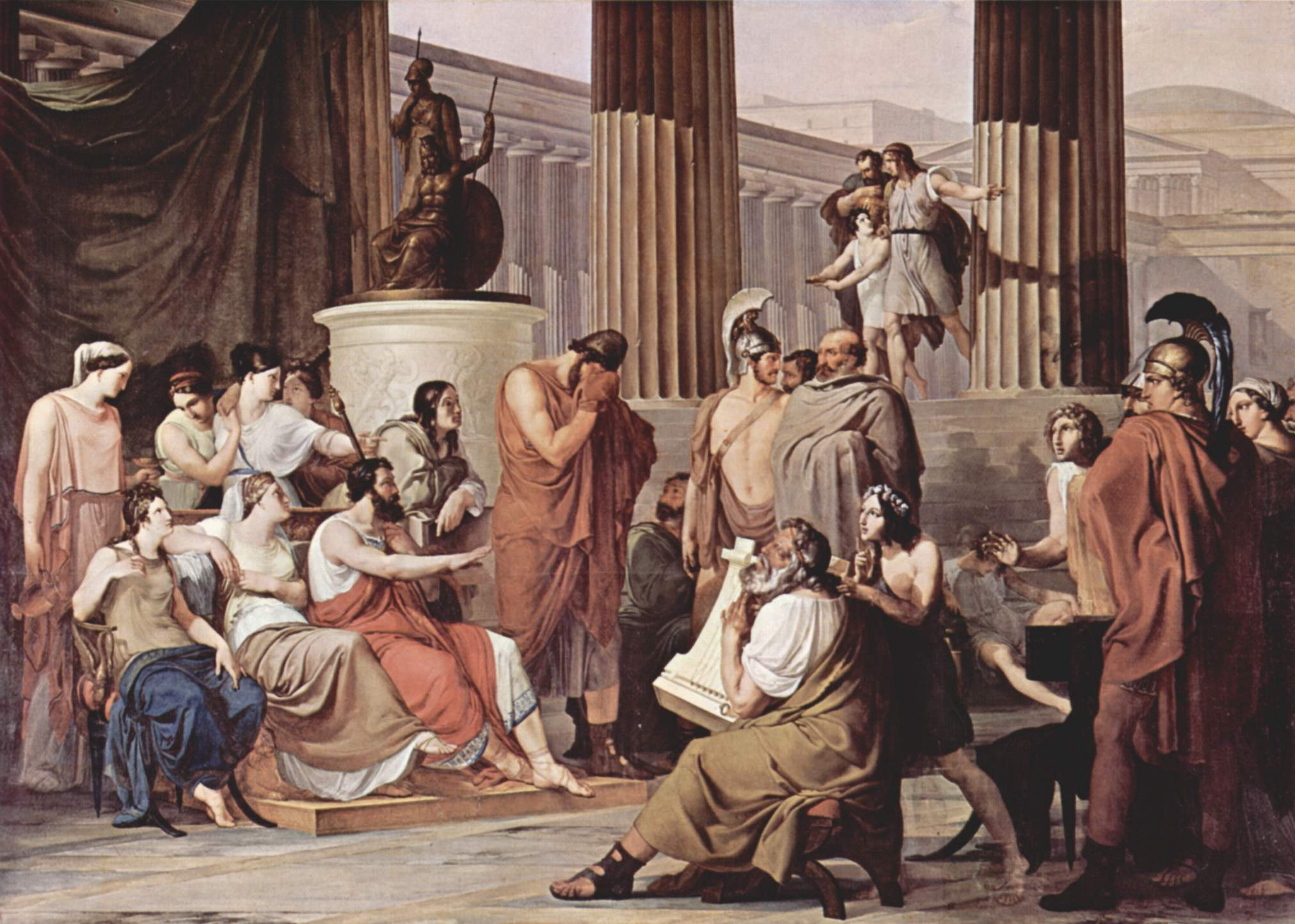
Odysseus am Hofe des Alkinoos (Francesco Hayez, 1813–1815).

Alkinoos (altgriechisch Ἀλκίνοος Alkínoos) ist in der griechischen Mythologie der König der Phaiaken, der Sohn des Nausithoos und Bruder des Rhexenor. Er ist mit dessen Tochter Arete verheiratet und Vater der Nausikaa sowie von fünf Söhnen.
Von Kalypso kommend, landet Odysseus gegen Ende seiner Irrfahrten nach einem Sturm nackt an der Küste Scherias, dem Land der Phaiaken. Aufgrund der Unterstützung durch Athene wird er freundlich aufgenommen und schließlich von den Phaiaken nach Ithaka gebracht.